# Anne d'Essling
Pour les articles homonymes, voir Debelle et Essling.

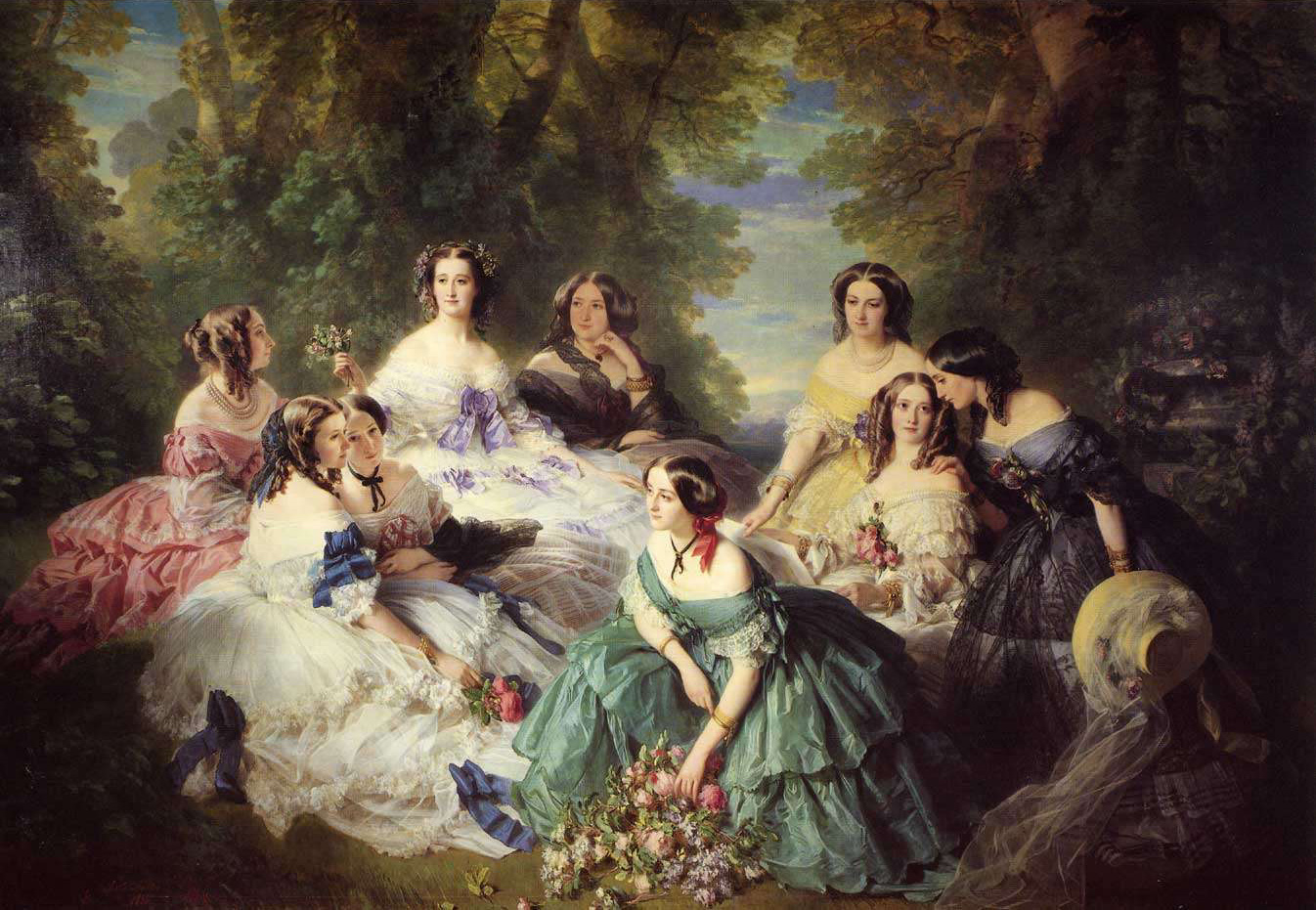
Anne d'Essling en robe rose, avec l'impératrice Eugénie (au ruban violet) en 1855 entourée de ses dames d'honneur, peinte par son artiste préféré, Franz Xaver Winterhalter.

Anne Debelle (28 juillet 1802 - 28 janvier 1887), princesse d'Essling et duchesse de RIvoli, est une aristocrate, maîtresse de la garde-robe de l'impératrice Eugénie de Montijo de 1853 à 1870.

## Biographie
Elle était la fille du général Jean-François Joseph Debelle et Marguerite Justine Deschaux ; elle épousa l'ornithologue amateur François Victor Masséna, second duc de Rivoli, en 1823. Ils eurent quatre enfants.
En 1853, la nouvelle cour de l'impératrice se composait d'une Grande-Maîtresse, d'une dame d'honneur, ainsi que de six (plus tard douze) dames du palais qui alternaient chacune une semaine de service, et dont la plupart ont été choisies par l'impératrice avant son mariage. En tant que Grande-Maîtresse, il lui incombait de superviser toutes les autres dames d'honneur ainsi que leur emploi du temps et de recevoir toutes les candidatures de personnes souhaitant se faire entendre auprès de l'impératrice, bien qu'elle accordait d'habitude ce droit à Pauline de Bassano. Elle devait également être présente aux côtés de l'impératrice à toutes les occasions publiques, et elle était en tant que telle une figure publique bien connue.
Anne d'Essling fut décrite comme maigre et fragile d'apparence et raide, formelle et fière de son comportement, bien que des connaissances plus proches la considérèrent comme amicale et intelligente.
Elle resta en service jusqu'à la chute du Second Empire. Elle se retira ensuite de la vie de la haute société.
Anne d'Essling est une aux dames d'honneur représentées avec Eugénie dans le célèbre tableau de Franz Xaver Winterhalter de 1855.
René Primevère Lesson a donné son nom au Colibri d'Anna.